# Sea Spectre
Les Sea Spectre sont des patrouilleurs côtiers rapides (Patrol Boat) américains pouvant embarquer une large gamme d'armes. Ils sont parfois utilisés par les forces spéciales.

## PB Mk III
Les PB Mark III patrol boat sont basés sur des navires civils à coque en aluminium utilisés pour le support des plates-formes pétrolières du golfe du Mexique. Leur construction pour l'US Navy a été décidée dans le cadre de l'année fiscale 1975, et 20 de ces bateaux ont été commandés entre cette date et 1986.
En 1985, 13 sont en service dans les Special boats units rattachés aux SEAL et l'évaluation de systèmes d'armes, 4 à la NRF (devenue plus tard le United States Central Command) et 3 furent commandés pour la surveillance du canal de Panama. Certains avaient un canon automatique de 40 mm et l'un a servi aux essais du missile antinavire norvégien Penguin II.
Les forces armées des États-Unis ont utilisé ces navires lors des affrontements avec les Forces armées iraniennes durant la guerre Iran-Irak  et contre les forces armées irakiennes durant la guerre du Golfe
Douze construits entre 1981 et 1982 sont en service en 2001 dans la marine égyptienne
Deux Mk III ont été transférés aux forces armées colombiennes en 1989 et 1990. 
Trois Mk III ont été transférés avec deux classe PCC par les États-Unis à la Garde côtière d'Albanie le 27 février 1999.
Une unité a été transférée au Ghana en 2008.

## PB Mk IV
Une version améliorée, le Mk IV de 68 pieds (20,70 m), entre en service en 1985. Il s'agit de 3 exemplaires immatriculés 68PB841, 68PB842 et 68PB843  qui arrivèrent à la Naval Station Rodman, dans la Zone du canal de Panama, en décembre 1985. Ils participent à l'invasion du Panama par les États-Unis en décembre 1990.

## PB Mk V
Leurs remplaçants sont les PB Mark V Special Operations Craft (en) (Mark V SOC) en service depuis septembre 1995.

## Galerie photographique

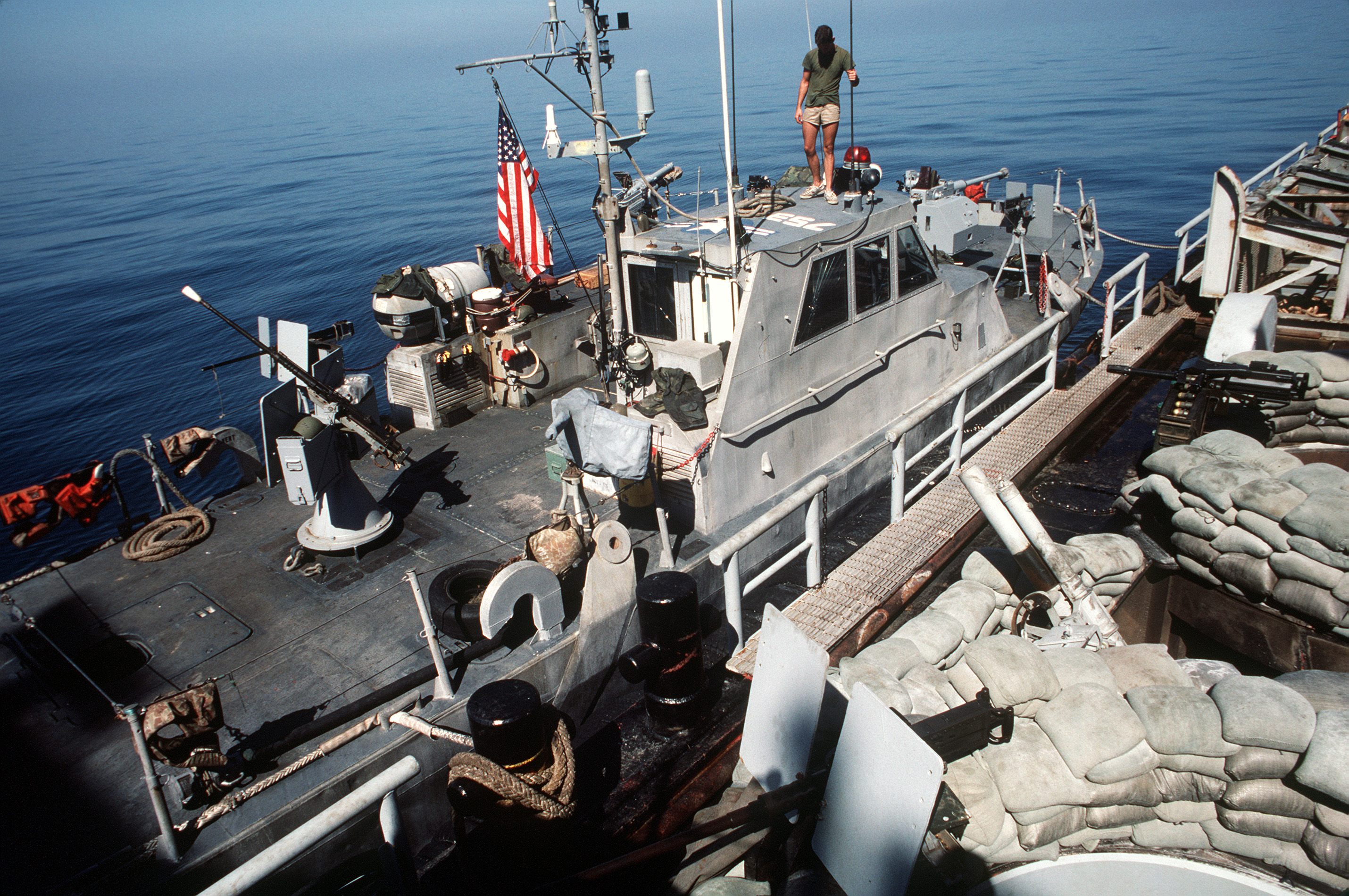
Un PB Mark III le long de la barge Wimbrown 7 dans le golfe Persique en 1988.
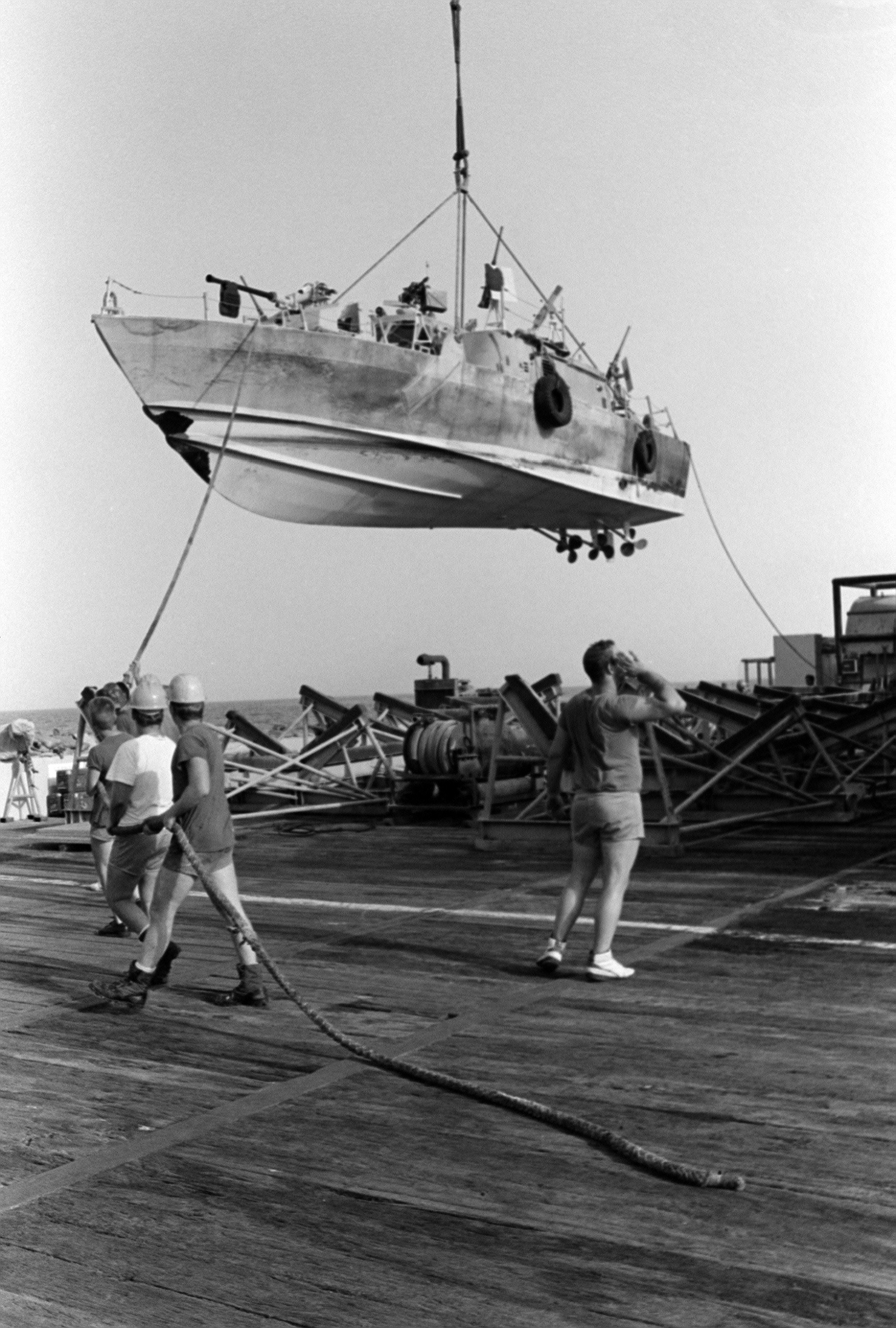
Un patrouilleur pris par une grue de la barge Hercules lors de l'opération Prime Chance.
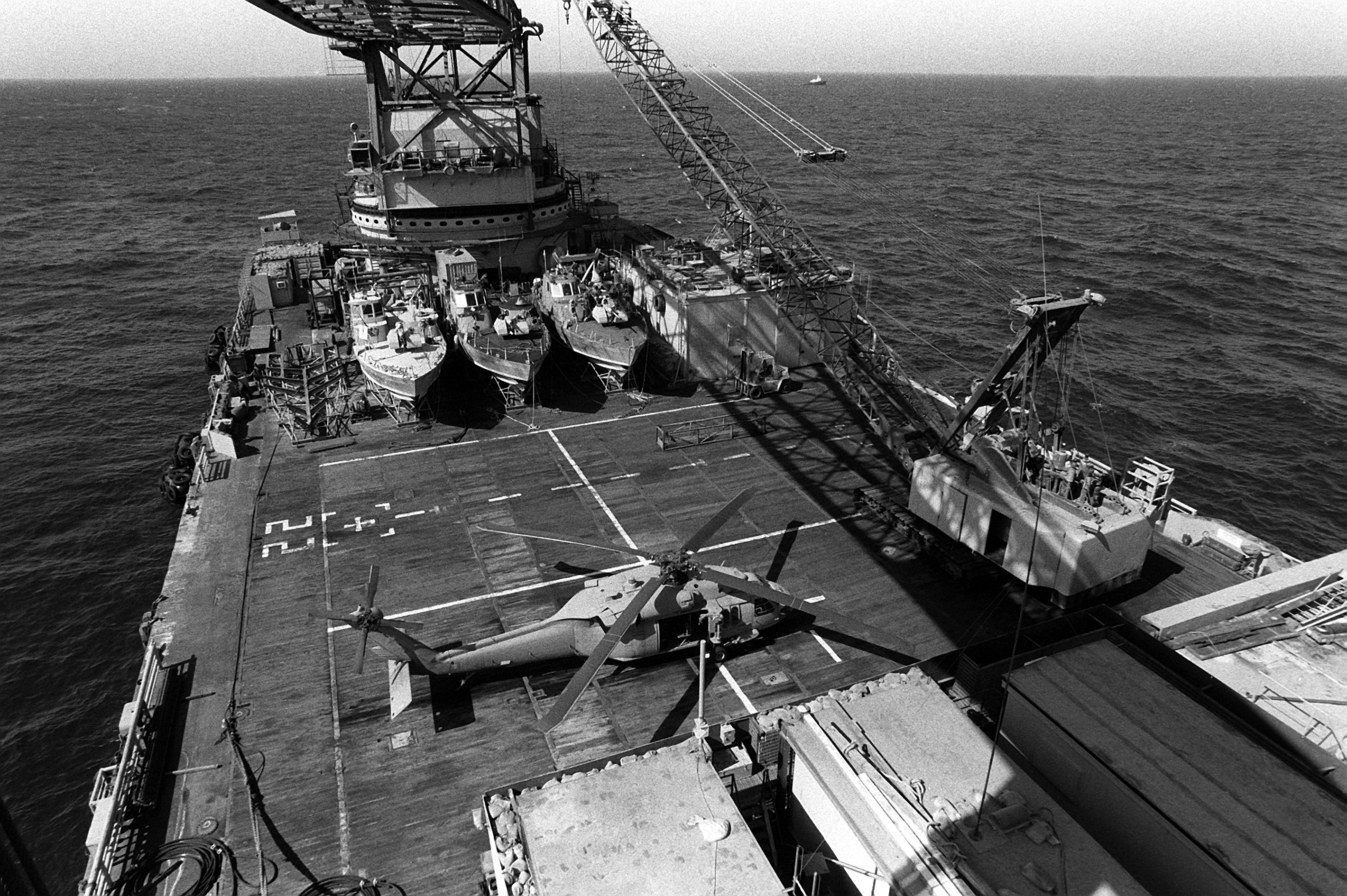
Un MH-60 Black Hawk du 160th Special Operations Aviation Regiment et trois navires de patrouille Sea Spectre Mark III à bord de la barge Hercules.
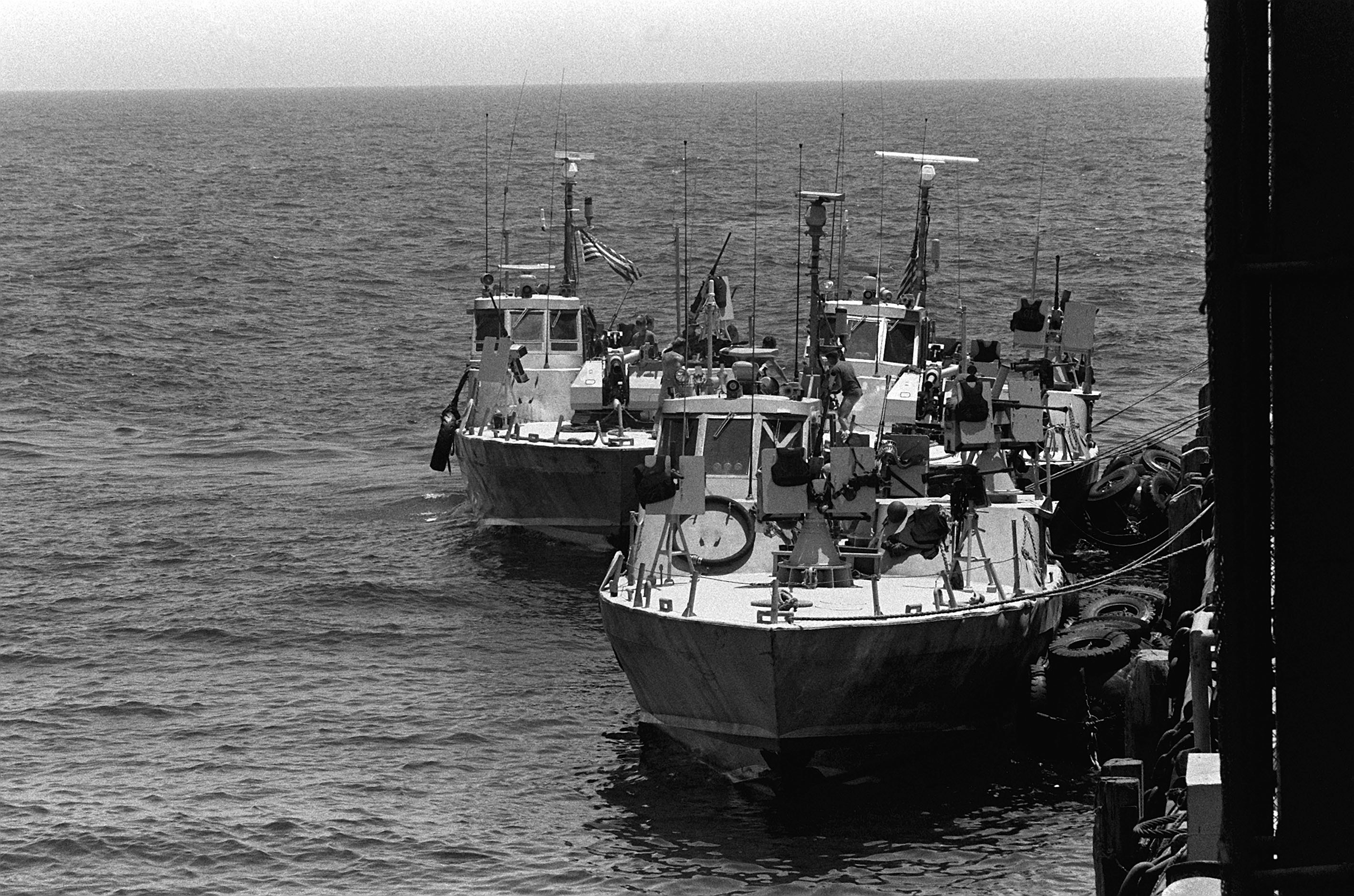
Des navires de patrouille des Special Boat Units 11 et 20.
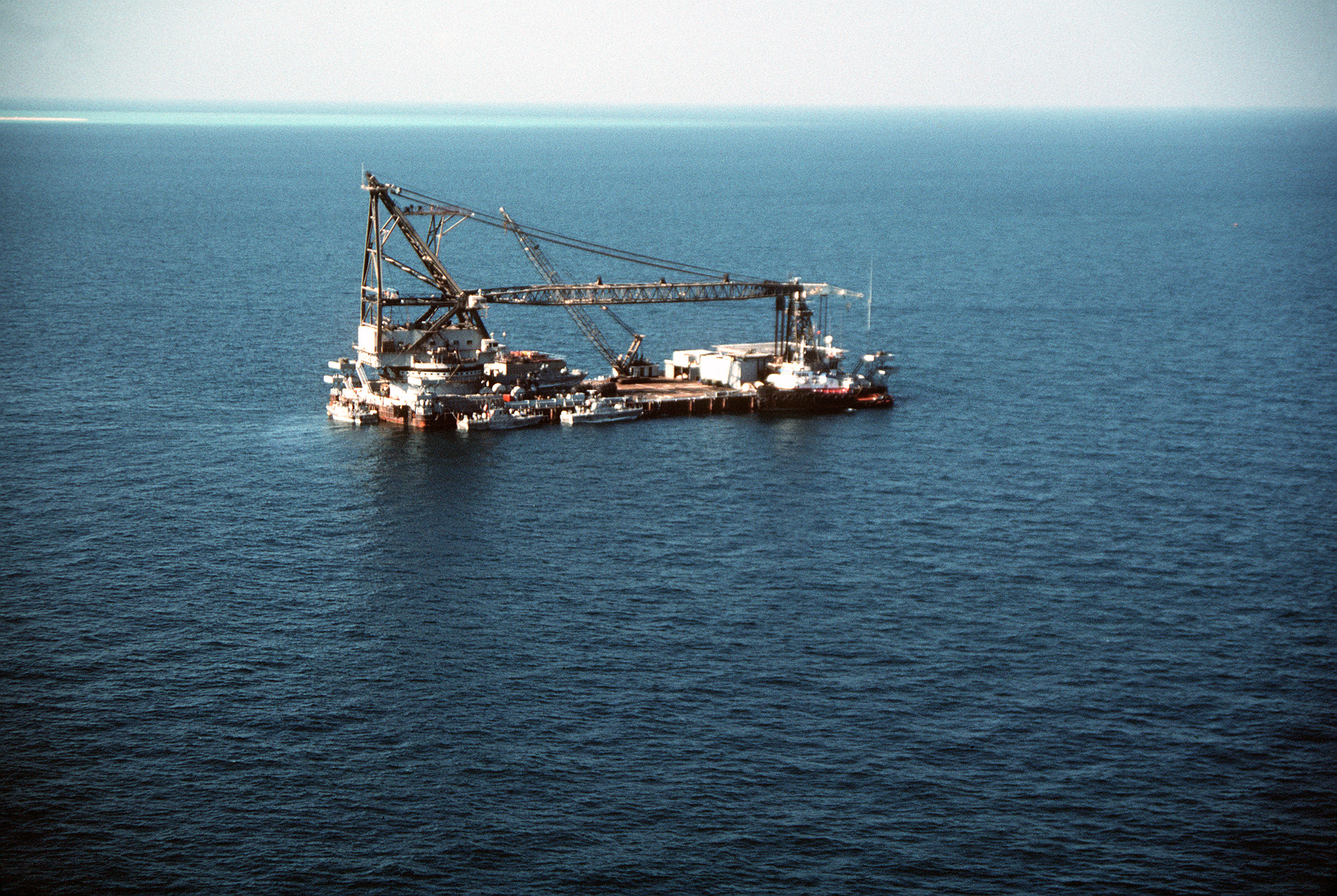
La barge Hercules et les PB Mark III en 1988.
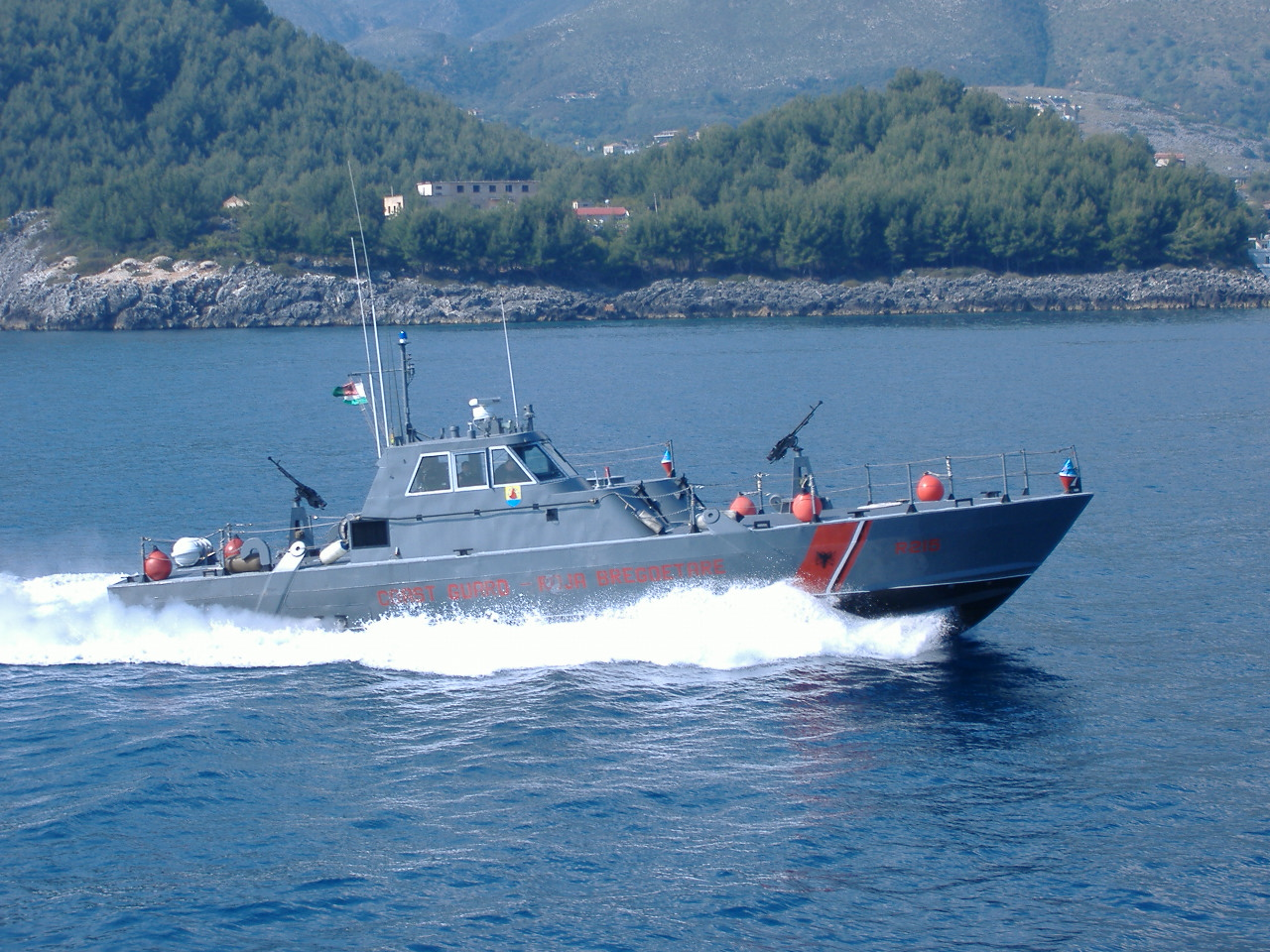
Un des navires donné à l'Albanie en 1999 ici en mer en 2007. Immatriculé R-215, il joue le rôle de garde-côte pour la brigade navale albanaise.